# رولف کینتسل
رولف کینتسل (آلمانی: Rolf Kinzl; ۱۹ اکتبر ۱۸۷۸ – ۱۴ نوامبر ۱۹۳۸) تنیس‌باز اهل اتریش بود.